# Phalera angoloana
Phalera angoloana är en fjärilsart som beskrevs av Embrik Strand 1912. Phalera angoloana ingår i släktet Phalera och familjen tandspinnare. Inga underarter finns listade i Catalogue of Life.